# Ă
Ă, ăは、Aにブレーヴェを付した文字である。
南スラヴ語、ルーマニア語などのバルカン言語連合や、ベトナム語などで使われる。

## 各言語における用法

### ルーマニア語
非円唇中舌母音 [ə] を表す。しかし、英語などの言語とは異なり、măr /mər/ ("リンゴ")やăsta /ˈəs.ta/ ("この")などのように強勢が置かれることもある。

### ベトナム語
非円唇前舌広母音/a/や中舌狭めの広母音/ɐ/で発音する。単独で主母音に立たず、必ず音節末子音/母音を伴う閉音節になる。

## 符号位置
| 大文字 | Unicode | JIS X 0213 | 文字参照       | 小文字 | Unicode | JIS X 0213 | 文字参照       | 備考 |
| ------ | ------- | ---------- | -------------- | ------ | ------- | ---------- | -------------- | ---- |
| Ă      | U+0102  | 1-10-26    | &#x102; &#258; | ă      | U+0103  | 1-10-41    | &#x103; &#259; |      |